# آس‌بادهای همند
آسبادهای همندیا آسیاب بادی همند مربوط به دوره قاجار است و در شهرستان نهبندان، روستای همند واقع شده و این اثر در تاریخ ۱۱ دی ۱۳۸۰ با شمارهٔ ثبت ۴۵۷۳ به‌عنوان یکی از آثار ملی ایران به ثبت رسیده است.